# Grivy-Loisy

Grivy-Loisy este o comună în departamentul Ardennes din nordul Franței. În 1 ianuarie 2022 avea o populație de 183 de locuitori.